# کلرید ایریدیم (III)
کلرید ایریدیم(III) (به انگلیسی: Iridium(III) chloride) با فرمول شیمیایی IrCl۳ یک ترکیب شیمیایی است. که جرم مولی آن 298.58 g/mol (anhydrous) می‌باشد. شکل ظاهری این ترکیب، جامد سبز تیره است.